# Antonin Perbosc

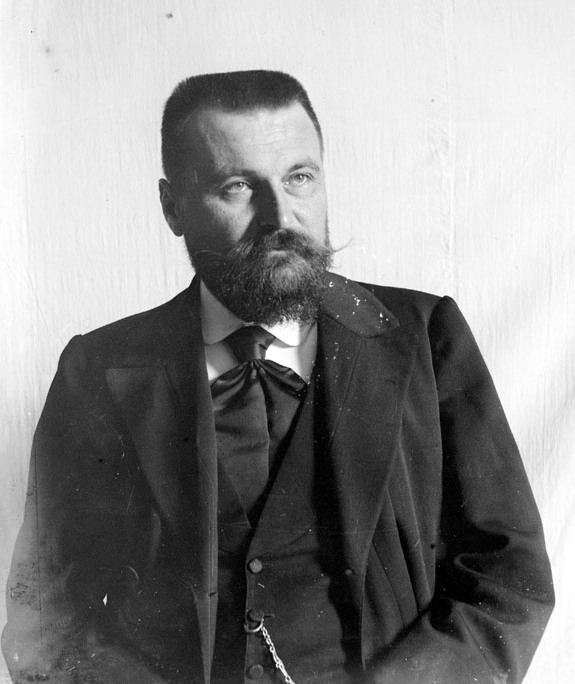
Antonin Perbosc

Antonin Perbosc (Labarthe, 25 oktober 1861 - Montauban, 6 augustus 1944) was een Frans onderwijzer en bibliothecaris. Hij was een taalkundige en etnograaf die een grondlegger was van een eengemaakte Occitaanse taal.

## Levensloop

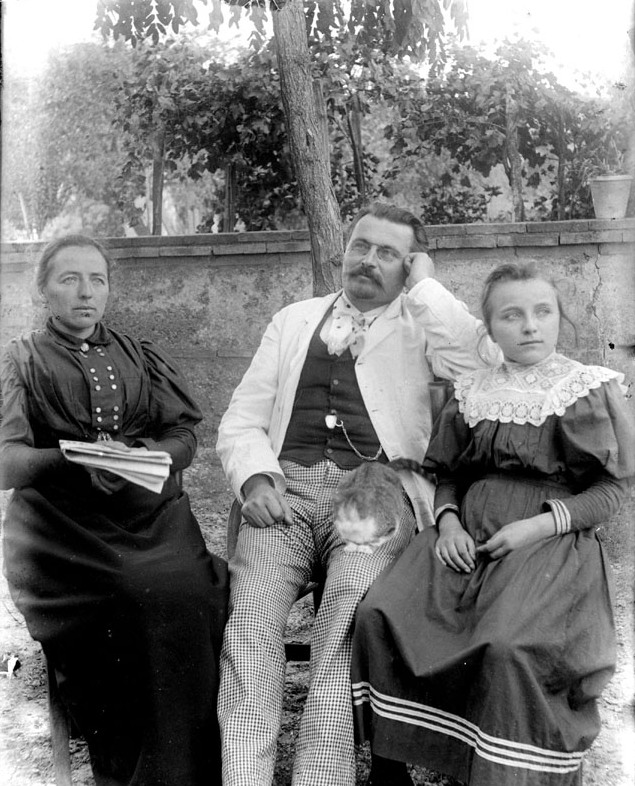
Perbosc met vrouw en dochter

Hij werd geboren als Antoine Crépin in een landbouwersgezin; zijn ouders waren pachters. Hij liep school in Vazerac en Lafrançaise en kreeg via een studiebeurs de mogelijkheid om voor onderwijzer te studeren aan de normaalschool van Montauban. Hij huwde met Marie Vidaillac, een onderwijzeres. Het echtpaar kreeg één dochter. Al in 1886 pleitte Perbosc voor het onderricht van het dialect in het onderwijs. Hij werd hiervoor terecht gewezen. In die tijd sprak de meerderheid van de kinderen voor ze naar school gingen geen Frans, maar een dialect of een andere taal als Bretons. Na verschillende korte lesopdrachten werd Perbosc onderwijzer in Comberouger in september 1893. Dit kleine dorp van nog geen 500 inwoners lag op de taalgrens tussen het Occitaans en het Gascons. Hier bleef hij gedurende vijftien jaar werken. Door zijn leerlingen liet hij plaatselijke liederen, spreekwoorden en sprookjes verzamelen. In 1912 werd Perbosc bibliothecaris in Montauban en bekleedde deze post tot 1932. Hij werkte er aan een overkoepelende Occitaanse taal. Deze taal werd gesproken over 34 departementen in het zuiden van Frankrijk maar verschillde erg van streek tot streek, zelfs van dorp tot dorp. In die tijd kwamen de dialecten in verdrukking door de schoolplicht - op school was Frans de enige toegelaten taal - en de industrialisering die voor een culturele eenmaking van Frankrijk zorgden.

## Eerbewijs
De bibliotheek van Montauban werd in 1975 naar Perbosc genoemd.